# Campeonato de Primera División 1927 (Venezuela)
El Campeonato de Primera División 1927 fue el séptimo campeonato organizado de fútbol que se disputó en Caracas.
Venzóleo fue el campeón y consiguió su primer título luego de ganar dos subcampeonatos en 1925 y 1926. Este fue el primer equipo en la historia del fútbol venezolano con nombre de un producto comercial. El segundo lugar del torneo fue para Centro Atlético Sport Club. Nueva Esparta y Deportivo Venezuela también disputaron el torneo. Además el barco Heliotrope (Inglaterra) visitó el puerto de La Guaira y disputó un partido frente a la Selección Caracas. 
En Mérida el Colegio San José de Mérida fundó el equipo San José Fútbol Club, que jugó con Deportivo Fénix y Deportivo Única, ambos de la ciudad de Ejido, en el torneo estadal, siendo este el primer paso en la ciudad de Mérida para la práctica del fútbol.
Venzóleo

Campeón
1.er título